# Campionat Mundial de Turismes de 2010
El Campionat Mundial de Turismes de 2010 va ser la setena temporada del Campionat Mundial de Turismes. Va començar el 7 de març i va acabar el 21 de novembre després de 22 curses.

## Pilots i equips
| No. | Pilot                | Equip                                | Cotxe               |
| --- | -------------------- | ------------------------------------ | ------------------- |
| 1   | Gabriele Tarquini    | SR-Sport                             | SEAT León 2.0 TDI   |
| 2   | Tom Coronel          | SR-Sport                             | SEAT León 2.0 TDI   |
| 3   | Tiago Monteiro       | SR-Sport                             | SEAT León 2.0 TDI   |
| 4   | Jordi Gené           | SR-Sport                             | SEAT León 2.0 TDI   |
| 5   | Norbert Michelisz    | Zengő-Dension Team                   | SEAT León 2.0 TDI   |
| 6   | Yvan Muller          | Chevrolet                            | Chevrolet Cruze LT  |
| 7   | Robert Huff          | Chevrolet                            | Chevrolet Cruze LT  |
| 8   | Alain Menu           | Chevrolet                            | Chevrolet Cruze LT  |
| 9   | Cacá Bueno           | Chevrolet                            | Chevrolet Cruze LT  |
| 10  | Augusto Farfus       | BMW Team RBM                         | BMW 320si           |
| 11  | Andy Priaulx         | BMW Team RBM                         | BMW 320si           |
| 15  | Franz Engstler       | Liqui Moly Team Engstler             | BMW 320si           |
| 16  | Andrei Romanov       | Liqui Moly Team Engstler             | BMW 320si           |
| 17  | Michel Nykjær        | SUNRED Engineering                   | SEAT León 2.0 TDI   |
| 18  | Fredy Barth          | SEAT Swiss Racing by SUNRED          | SEAT León 2.0 TDI   |
| 19  | Harry Vaulkhard      | bamboo-engineering                   | Chevrolet Lacetti   |
| 20  | Darryl O'Young       | bamboo-engineering                   | Chevrolet Lacetti   |
| 21  | Mehdi Bennani        | Wiechers-Sport                       | BMW 320si           |
| 24  | Kristian Poulsen     | Poulsen Motorsport                   | BMW 320si           |
| 25  | Sergio Hernández     | Scuderia Proteam Motorsport          | BMW 320si           |
| 26  | Stefano D'Aste       | Scuderia Proteam Motorsport          | BMW 320si           |
| 27  | Pierre-Yves Corthals | Exagon Engineering                   | SEAT León 2.0 TFSI  |
| 29  | Colin Turkington     | eBay Motors / WSR / Team Aviva-COFCO | BMW 320si           |
| 30  | Ismaïl Sbaï          | Maurer Motorsport                    | Chevrolet Lacetti   |
| 31  | Youssaf El Marnissi  | Maurer Motorsport                    | Chevrolet Lacetti   |
| 33  | Fabio Fabiani        | Scuderia Proteam Motorsport          | BMW 320si           |
| 34  | Leonel Pernía        | Chevrolet Motorsport Sweden          | Chevrolet Cruze LT  |
| 35  | Vincent Radermecker  | Chevrolet                            | Chevrolet Cruze LT  |
| 38  | Tom Boardman         | SUNRED Engineering                   | SEAT León 2.0 TFSI  |
| 39  | Marc Carol           | SEAT Customers Technology            | SEAT León 2.0 TFSI  |
| 41  | Robert Dahlgren      | Volvo Olsbergs Green Racing          | Volvo C30           |
| 42  | Tim Coronel          | Liqui Moly Team Engstler             | BMW 320si           |
| 43  | Nobuteru Taniguchi   | Scuderia Proteam Motorsport          | BMW 320si           |
| 44  | Yoshihiro Ito        | Liqui Moly Team Engstler             | BMW 320si           |
| 45  | Kevin Chen           | Scuderia Proteam Motorsport          | BMW 320si           |
| 46  | Masataka Yanagida    | Wiechers-Sport                       | BMW 320si           |
| 47  | Masaki Kano          | Liqui Moly Team Engstler             | BMW 320si           |
| 50  | Jo Merszei           | Liqui Moly Team Engstler             | BMW 320si           |
| 51  | Henry Ho             | Ho Chun Kei / Sports & You Asia      | BMW 320si           |
| 53  | Philip Ma            | Jacob & Co Racing                    | Honda Accord Euro R |
| 63  | César Campaniço      | Team Novadriver Total                | BMW 320si           |
| 64  | Kuok Io Keong        | Andy Racing Team                     | Honda Accord Euro R |
| 65  | Chan Kin Man         | Chan Kin Man                         | Honda Civic Type R  |
| 66  | André Couto          | SR-Sport                             | SEAT León 2.0 TDI   |
| 72  | Yukinori Taniguchi   | bamboo-engineering                   | Chevrolet Lacetti   |
| 73  | Michaël Rossi        | SR-Sport                             | SEAT León 2.0 TDI   |

## Calendari 2007
| Cursa | Data           | País            | Circuit      | Pilot guanyador   |
| ----- | -------------- | --------------- | ------------ | ----------------- |
| 1     | 7 de març      | Brasil          | Curitiba     | Yvan Muller       |
| 2     | 7 de març      | Brasil          | Curitiba     | Gabriele Tarquini |
| 3     | 2 de maig      | Marroc          | Marrakech    | Gabriele Tarquini |
| 4     | 2 de maig      | Marroc          | Marrakech    | Andy Priaulx      |
| 5     | 23 de maig     | Itàlia          | Monza        | Andy Priaulx      |
| 6     | 23 de maig     | Itàlia          | Monza        | Yvan Muller       |
| 7     | 20 de juny     | Bèlgica         | Zolder       | Gabriele Tarquini |
| 8     | 20 de juny     | Bèlgica         | Zolder       | Andy Priaulx      |
| 9     | 4 de juliol    | Portugal        | Portimão     | Tiago Monteiro    |
| 10    | 4 de juliol    | Portugal        | Portimão     | Gabriele Tarquini |
| 11    | 18 de juliol   | Regne Unit      | Brands Hatch | Yvan Muller       |
| 12    | 18 de juliol   | Regne Unit      | Brands Hatch | Andy Priaulx      |
| 13    | 1 d'agost      | República Txeca | Brno         | Robert Huff       |
| 14    | 1 d'agost      | República Txeca | Brno         | Andy Priaulx      |
| 15    | 5 de setembre  | Alemanya        | Oschersleben | Alain Menu        |
| 16    | 5 de setembre  | Alemanya        | Oschersleben | Andy Priaulx      |
| 17    | 19 de setembre | Espanya         | Xest         | Gabriele Tarquini |
| 18    | 19 de setembre | Espanya         | Xest         | Tiago Monteiro    |
| 19    | 31 d'octubre   | Japó            | Okayama      | Robert Huff       |
| 20    | 31 d'octubre   | Japó            | Okayama      | Colin Turkington  |
| 21    | 21 de novembre | Macau           | Macau        | Robert Huff       |
| 22    | 21 de novembre | Macau           | Macau        | Norbert Michelisz |

## Resultats finals

### Constructors
| Pos. | Constructor | Victòries | Punts |
| ---- | ----------- | --------- | ----- |
| 1    | Chevrolet   | 7         | 715   |
| 2    | SEAT        | 8         | 641   |
| 3    | BMW         | 7         | 580   |